# Alan
Alan ist ein männlicher Vorname, der vereinzelt auch als Familienname auftritt. 

## Herkunft und Bedeutung
Der Name Alan ist keltischen Ursprungs. Die Bedeutung lässt sich nicht mit Sicherheit feststellen. Oft wird der Name mit al „Fels“ in Verbindung gebracht und als Diminutiv „kleiner Fels“ angesehen.
Möglich ist auch eine Herleitung vom iranischen Nomadenstamm der Alanen.
Als unwahrscheinlich gilt die Herkunft von einer irischen Vokabel alan „gut aussehend, stattlich“ oder „friedlich“, und von der keltischen Vokabel alan bzw. alun „Harmonie“.

## Verbreitung
Alan gehörte in den USA von 1938 bis 1971 zu den 100 meistvergebenen Jungennamen, eine höhere Platzierung als Rang 40 (1951) erreichte der Name jedoch nicht. Heute ist er mäßig beliebt und belegte im Jahr 2021 Rang 197 der Vornamenscharts. In Kanada war Alan vor allem in den 1950er Jahren beliebt. Seit Mitte der 1980er Jahre gehört er nicht mehr zu den 100 meistgewählten Jungennamen. Ein ähnliches Bild zeigt sich auch in Australien und Neuseeland. Auch in Großbritannien wurde der Name zuletzt eher selten vergeben.
Dagegen zählte Alan in Irland bis ins Jahr 2014 zu den 100 beliebtesten Jungennamen.
In Spanien stieg die Popularität des Namens zuletzt. Seit 2017 gehört Alan dort zur Top-100 der Vornamenscharts. Im Jahr 2021 belegte der Name Rang 81 (Katalonien: Rang 60). Auch in Chile und Mexiko wird der Name regelmäßig vergeben.
In Polen hat sich Alan unter den 100 beliebtesten Jungennamen etabliert und belegte im Jahr 2021 Rang 36 der Hitliste.
In Schweden, Dänemark und Norwegen ist der Name ebenfalls geläufig, jedoch überwiegt die Schreibweise Allan.
In Deutschland wird der Name Alan nur sehr selten vergeben.

## Varianten

### Männliche Varianten
- Armenisch: Ալեն Alen
- Dänisch: Allan
- Englisch: Allan, Allen, Allyn
  - Diminutiv: Al
- Estnisch: Allan
- Französisch: Alain
- Irisch: Ailín
- Kroatisch: Alen
- Schwedisch: Allan
- Schottisch-Gälisch: Ailean
- Slowenisch: Alen
- Walisisch: Alun

### Weibliche Varianten
- Englisch: Alaina, Alana, Alanis, Alanna, Alannah, Alannis, Alayna, Allana, Allannah, Allyn, Lana, Alani
- Bretonisch: Alana

## Namenstag
Der Namenstag von Alan wird nach Alain de la Roche am 8. September gefeiert.

## Namensträger

### Vorname Alan
- Alan († 1262), Bischof von Argyll
- Alan, Lord of Galloway (<1199–1234), schottischer Magnat
- Alan (Alan Osório da Costa Silva; * 1979), brasilianischer Fußballspieler
- Alan (Alan Douglas Borges de Carvalho; * 1989), brasilianischer Fußballspieler

- Alan Alda (* 1936), US-amerikanischer Schauspieler, Drehbuchautor und Regisseur
- Alan Bartuš (* 2001), slowakischer Jazz- und Fusionmusiker
- Alan Bennett (* 1934), britischer Schriftsteller, Dramatiker und Schauspieler
- Alan Bergman (1925–2025), US-amerikanischer Liedtexter und -komponist
- Alan Christie (1905–2002), kanadischer Sprinter
- Alan Davie (1920–2014), britischer Maler und Musiker
- Alan Dawa Dolma (* 1987), tibetische Sängerin, in Japan aktiv
- Alan Durward († 1275), schottischer Politiker, Justiziar und Regent
- Alan Dsagojew (* 1990), russischer Fußballspieler
- Alan „Ari“ Engel (* 1983), kanadischer Pokerspieler
- Alan Forney (* 1960), Ruderer aus den Vereinigten Staaten
- Alan Greenspan (* 1926), US-amerikanischer Wirtschaftswissenschaftler, Vorsitzender der US-Notenbank
- Alan Gross (* ca. 1950), in Kuba wegen Spionage verurteilter US-amerikanischer IT-Spezialist
- Alan Grover (1944–2019), australischer Steuermann im Rudern
- Alan Hollinghurst (* 1954), britischer Schriftsteller
- Alan Howard (1937–2015), britischer Theater- und Filmschauspieler
- Alan Howard (* 1963), britischer Hedgefonds-Manager
- Alan Joyce (* 1966), irisch-australischer Manager
- Alan Kurdi (2012–2015), syrisches Flüchtlingskind kurdischer Abstammung
- Alan Lancaster (1949–2021), britischer Sänger und Musiker (Status Quo)
- Alan Landaker (* 1946), US-amerikanischer Kameratechniker, spezialisiert auf Videotechnik
- Alan Le May (1899–1964), US-amerikanischer Autor, Filmproduzent und -regisseur
- Alan Matturro (* 2004), uruguayischer Fußballspieler
- Alan McDonald (1929/30–1974), australischer Snookerspieler
- Alan McDonald (1963–2012), nordirischer Fußballspieler
- Alan Minter (1951–2020), britischer Profiboxer, Europa- und Weltmeister
- Alan Mozo (* 1997), mexikanischer Fußballspieler
- Alan Page (* 1945), US-amerikanischer American-Football-Spieler und Jurist
- Alan Parsons (* ≈1940), südafrikanischer Badmintonspieler
- Alan Parsons (* 1948), britischer Musiker und Produzent sowie Mitgründer von The Alan Parsons Project
- Alan Rees (1938–2024), britischer Autorennfahrer und Teammanager
- Alan Rickman (1946–2016), britischer Schauspieler und Regisseur
- Alan Roberts, bekannt als Jim Noir (* 1982), britischer Sänger
- Alan Rollinson (1943–2019), britischer Automobilrennfahrer
- Alan Sillitoe (1928–2010), britischer Schriftsteller
- Alan Sorrenti (* 1950), italienischer Sänger und Songwriter
- Alan Stepansky, US-amerikanischer Cellist und Musikpädagoge
- Alan Stivell (* 1944), bretonischer Musiker und Sänger
- Alan Stulin (* 1990), deutsch-polnischer Fußballspieler
- Alan Trigg (* 1959), englischer Snookerspieler
- Alan Turing (1912–1954), britischer Logiker, Mathematiker und Kryptoanalytiker
- Alan Warren (* 1935), britischer Segler
- Alan Watts (1915–1973), britischer Religionsphilosoph und Essayist
- Alan White (1949–2022), britischer Schlagzeuger (Yes)
- Alan Wilder (* 1959), britischer Musiker (Depeche Mode), Komponist und Produzent
- Alan Wilson (1943–1970), US-amerikanischer Sänger, Mundharmonikaspieler, Gitarrist und Komponist (Canned Heat)

Zwischenname:
- Ryan Alan Roberts (* 1980), US-amerikanischer Baseballspieler
- Travis Alan Wood (* 1987), US-amerikanischer Baseballspieler

### Alanus
- Alanus (Auxerre), Bischof von Auxerre, seliggesprochen, † 1185/86
- Alanus (Karmeliten), Generalprior der Karmeliten, seliggesprochen, † 1245 in Köln
- Alanus (Lavaur), Heiliger, Gründerabt von Lavaur, 7. Jahrhundert
- Alanus (Sassovivo), seliggesprochener Benediktiner, † 1313
- Alanus ab Insulis (um 1120–1202), scholastischer Philosoph des 13. Jahrhunderts
- Alanus de la Roche, Dominikanerpriester, theologischer Lehrer, Gründer der Rosenkranzbruderschaft, seliggesprochen († 1475)
- Alanus de Rupe (auch Alain de la Roche oder Alanus van der Clip; 1428–1475), Dominikaner

### Familienname Alan
- Ali Rıza Alan (* 1947), türkischer Ringer
- Anthony Alan-Williams (* 1947), britischer Kanute
- Devon Alan (* 1991), US-amerikanischer Schauspieler
- İbrahim Alan (* 1994), türkischer Fußballspieler
- Josef Alan (* 1938), tschechoslowakischer Soziologe und Philosoph
- Lori Alan (* 1966), US-amerikanische Schauspielerin
- Ray Alan (1930–2010), englischer Entertainer und Bauchredner